# Саини, Сону
Сону Саини (18 апреля 1984 года, Дели, Индия) — индийский филолог-славист, переводчик, преподаватель, писатель, поэт, почетный член Союза писателей России, инноватор методов обучения иностранных языкам. Перевёл с русского языка на хинди крупные произведения А. С. Пушкина, Ф.М. Достоевского, А. П. Чехова, М. М. Зощенко, И. А. Бунина, Ю.П. Мориц, А.А. Эспарсу, а также с хинди и английского на русский – произведения С.Л. Бхайраппы, Ванши Махешвари, Иршада Камила, Саччидананд Джоши, Таджендра Сингха Лутхры, Индраджита Сингха. Работал синхронистом для президента Индии премьер-министра Индии, других министров Индии и России.

## Биография
Родился 18 апреля 1984 года в городе Дели, в семье крестьянина. Окончил с золотой медалью Делийский университет, получив степень магистра в трёх областях: английский язык, славистика и бизнес-администрирование. Получил степень PhD, защитив диссертацию по современной русской документальной прозе. В 2008–2012 годы преподавал в Делийском университете, с 2012 года работает в должности старшего преподавателя в Университете им. Джавахарлала Неру, Нью-Дели.
Считается одним из ведущих специалистов в области инновационных методов обучения русскому языку как иностранному с помощью современных технологий; в связи с этим получил ряд наград и премий в России и Индии.
Также получил признание, преподавая русский язык бесплатно через собственный веб-сайт. Автор более 15 книг и более 40 статей.
Постоянный участник Международного конгресса переводчиков художественной литературы в Москве — одного из крупнейших в мире саммитов переводческого цеха.
С 2020 года консультант и участник (автор словарных статей) проекта «Словарь культуры XXI века», организатор презентации проекта в Университете им. Джавахарлала Неру.
Живёт в Нью-Дели.

### Книги
1. С. Саини, И. Поплавская, Введение в литературу: Справочник по теории, практике и анализу литературного текста, издано  Бук Россия , Дели, Индия, 2024, ISBN 978-81-962997-1-2
2. С. Саини и др., Пишем по-русски, Рабочая тетрадь по русскому языку, Книга Расия , Второе издание, Нью-Дели, ISBN 978-93-5980-230-5, Вероятно, будет опубликовано в сентябре 2023 г.
3. А. К. Копян , Н. Н. Степановна , С. Саини, (редакторы) Лингвоведение и краеведение: Родина глазами студента» // Материалы III Международной студенческой онлайн-конференции. / Составитель: А.С. Акопян // Под ред. К.С. Акопян, Н.С. Новикова. – Ереван: Кафедра русского языка и профессиональной коммуникации, ИГН РАУ, 2021. – М.: Инженерная академия РУДН, 2021. – Дели: Центр российских исследований УДН, 2021. (издание 2023 г.) – 200 с. ISBN 978-9939-0-3945-9, ORCID: 0000-0001-9263-6791
4. С. Саини и другие, Пишем по - русски , Рабочая тетрадь по русскому языку, Книга Россия , Нью-Дели, ISBN 978-93-5779-802-0, декабрь 2022 г.
5. Б. Захарин , Л. Хохлова, Г. Стрелкова, С. Дешпанде, Б. Гайквад, С. Саини, Бунтар (Бунтарь), сборник произведений Анны Бхау Сате: перевод с маратхи, составлен и отредактирован, Институт путешествий , Москва; Kie Publication, Хапур , ISBN 978-93-81623-89-3, стр. 263, 2022.
6. С. Саини, один из авторов и консультантов издания Global Series — Словарь культуры XXI века, под ред. Игорь Сид, Издательство Института перевода и Книжного центра Рудомино – Москва, март 2022 г. ( Словарь культуры XXI века : глобальная серия / сост ., предисл . – И. Сид ; С48 науч . ред . – В. Руднев ; редкол .: А. Бражкина , С. Гинцбург , А. Джанвиджай , И. Сатановский ; Лаборатория Человек и культура XXI века . – Москва: Институт перевод : Центр книги Рудомино , ISBN 978-5-00087-203-1, Марта , 2022 г.
7. С. Саини, один из авторов «Словаря культуры XXI века», первое издание под ред. Игорь Сид, Издательство Kie Publication, Хапур – Москва, декабрь 2020 г. Словарь культура XXI век , Первый приближение , Лаборатория по изучение человек и культуры XXI века , при философском факультет МГУ , Kie Publication, Хапур – Москва , ISBN 978-93-81623-87-9, декабрь 2020 г.
8. С. Пандей, С. Саргар , С. Саини , Б. Гайквад, Э. Афансьева , А. Пашков, Отредактированное издание, Индо-русский дискурс гуманизма и транснациональности, отраженный в произведениях Анны Бхау Сатэ, Александра Пушкина и Афанасия Никитина, состоявшееся 16-17 сентября 2019, Москва, Россия, Институт Пушкина, Издательство в Москве, ISBN 978-5-98269-203-0

###### Переводы
1. С. Саини, перевод книги «Михаил Лермонтов и русский романтизм» (Михаил Лермонтов aur roosi бхааввад) Анны Эспарса с русского на хинди, опубликовано Book Rasiya , 2024, ISBN 978-81-962997-8-1
2. С. Саини, перевод сборника стихов (31 стихотворение) доктора Мадаха Кошика «Совсем не сложно!» (Катай Мушкил Нахи), опубликованное VK Global Publications Pvt. Ltd. Дели, Индия, 2024 г., ISBN 978-93-5612-434-9 .
3. С. Саини, переводной сборник стихов (52 стихотворения) Ш. Сачидананд Джоши под названием « Zindagi ek Natak hai » с хинди на русский, опубликовано VK Global Publications. Пвт. ООО, Август 2023 г., Нью-Дели, ISBN 978-93-5612-277-2.
4. С. Саини, переводной сборник стихов (51 стихотворение) Ш. Таджендер Сингх Лутра под названием «Эк Ная Ишвар» с хинди на русский, опубликовано автор ВКонтакте Global Publications Пвт. ООО в Август 2023 г., Нью-Дели, ISBN 978-93-5612-322-9.
5. С. Агарвал, С.Саини , перевели «51 русский рецепт» Галины Видревич с русского на хинди, Издательство: VK Global Publications Pvt. ООО, в Август 2023 г. Нью-Дели, ISBN 978-93-5612-323-6.
6. Саини С., «Перевод русской литературы: история и современность» Анны Эспарса, Издательство: Бук Россия, VK Global Publications Pvt. ООО, Август 2023 г., ISBN 978-81-962997-9-8 .
7. С. Саини, Аромат индийской поэзии ( Сезон поэзия Индия ) — Сборник стихов индийского популярного поэта Иршада Камиля ( नज़्मों का मौसम – इरशाद कामिल की नज्में ) перевод с хинди на русский, VK Publications Pvt. Ltd. ISBN 978-93-5612-139-3, стр. 256, сентябрь 2022 г.
8. А. Маурья и С. Саини, ПАРВА: Русский перевод современного классического романа на каннада С.Л. Бхираппы , опубликованного в рамках проекта ШОС, как было объявлено Достопочтенным Премьер-министром Индии в июне 2019 года в Бишкеке, Кыргызстан. Сахитья Академи, Нью-Дели (ноябрь 2020 г.) ISBN 978-93-90310-87-6, всего страниц - 1154
9. Р. Саксена, С. Саини , Изданная книга в переводе «Зощенко ки кахнайян : Роози лехак Михаил Зощенко ки рачнаен (Рассказы Михаила Зощенко), перевод 92 рассказов с русского на хинди, изданный Шубдой Пракашан , июнь 2019 г., стр. 431, ISBN 978-93-86033-34-5.

### Журналы
- R. Banerjee, Kiran Singh Verma, A.K. Karnati, S. Saini, Member Editorial Board, Special Issue Critic, the journal of CRS, JNU, New Delhi, 2021. ISSN: 2229-7146
- M. Narain, S. Saini, others, Member Editorial board Critic No. 12 (Two Volumes), JNU, New Delhi, 2013. ISSN: 2229-7146.
- N. S. Roomy, K. S. Verma, A. Karnati, S. Saini. Member Editorial board Critic No. 12 (Two Volumes), JNU, New Delhi, 2013. ISSN: 2229-7146.
- N. S. Roomy, K. S. Verma, A. Karnati, S. Saini. Member Editorial board Critic No. 11. JNU, New Delhi, 2013. ISSN: 2229-7146.

## Признание
- 2023. Награжден медалью Е.И. Мотиной за развитие русского языка в Индии РУДН, Москва, Россия 23 Ноября 2023 г.
- 2023. Награжден второй премией Международного конкурса творческих сочинений «Мой Толстой», организованного Тульским государственным педагогическим университетом, Тула, Россия, 31 августа 2023 года.
- 2023. Награжден Почетной грамотой за вклад в продвижение русского языка в Индии от Русского Дома, Нью-Дели, 6 июня 2023 года.
- 2022. Лауреат ежегодной премии для индийских писателей «Пушкин Самман» («Награда имени Пушкина), учреждённой  организацией "Индийское общество дружбы".
- 2022. Лауреат международного конкурса на программу научно-исследовательских стажировок InteRussia для зарубежных русистов, Фонд Горчакова, Государственный институт русского языка им. А.С. Пушкина и Россотрудничество.
- 2020. Финалист международного конкурса для преподавателей «Закачай знания» (“Digital Knowledge Transfer”).
- 2019. Победитель международного конкурса для преподавателей «Закачай знания» (“Digital Knowledge Transfer”).
- 2018. Лауреат XVIII Международного Пушкинского конкурса.
- 2017. Лауреат Международного конкурса для преподавателей в номинации «Преподавать предмет на русском языке» в Артеке, организованного ИРЯ им. Пушкина.
- 2017. Победитель всемирного конкурса по инновационным методикам преподавания русского язык, организованного РУДН.
- 2015. Лауреат первого тура в Международного конкурса «Лучший учитель русской словесности зарубежья».
- 2014. Спецприз Международного конкурса «Лучший учитель русской словесности зарубежья» в номинации «Инновационные и IT-технологии в образовании».
- 2014. Грант по конкурсу Института перевода, проект «Перевод русских фольклорных сказок на язык хинди».
- 2011-2012. Грант 3000$ проект, создание спецкурса «Обучение русскому языку, литературе и культуре с помощью компьютеров» (Проект успешно завершен).
- 2010. Награда «Лучший учитель русского языка в Индии» Российский центр науки и культуры в Дели.